# Ludność Zamościa
Ludność Zamościa – liczba ludności Zamościa klasyfikuje miasto na 62. pozycji w Polsce (2. w województwie lubelskim), a powierzchnia wynosząca 30,34 km² daje miastu 175. miejsce (10. w województwie lubelskim).

## Dawniej i obecnie

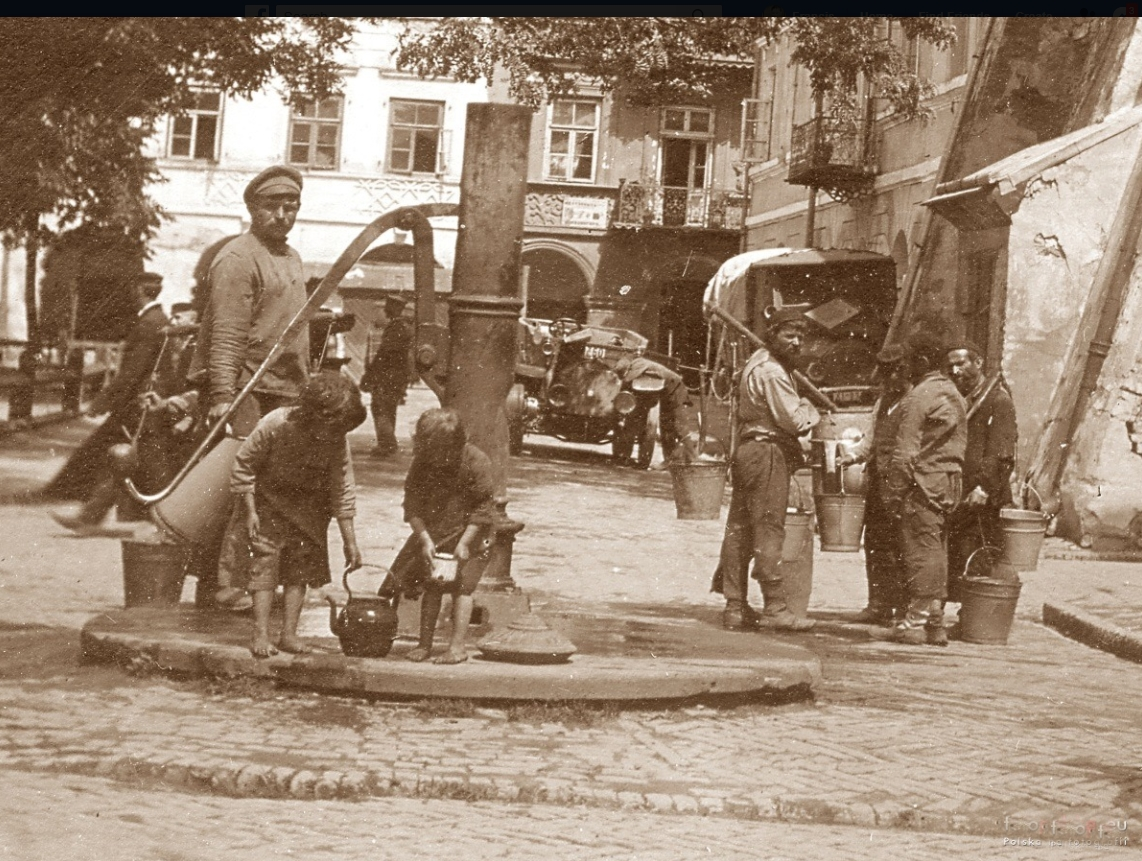
Ludność Zamościa, 1915

W ciągu XVII i XVIII wieku liczba mieszkańców miasta (którymi byli nie tylko Polacy, ale też Grecy, Ormianie, Żydzi) utrzymywała się na poziomie kilku tysięcy, dopiero pod koniec XIX stulecia wzrosła do ok. 10 000. Wiek XIX to okres wyraźnych wahań tej liczby, do czego przyczyniało się wiele wydarzeń historycznych, m.in. powstanie listopadowe (1830 – 6000, 1831 – 3100). Po likwidacji twierdzy Zamość, wraz z rozwojem miasta na nowych terenach i dołączaniem pobliskich wsi przybywało także jego mieszkańców – w 1895 roku było ich 10 900. Dynamiczny wzrost utrzymywał się do I wojny światowej i w okresie międzywojennym. Jeszcze przed wybuchem I wojny światowej większość stanowili Żydzi – ok. 68% w 1913 roku (w połowie XIX wieku ok. 50%), jednak jeszcze przed II wojny światowej ich udział zmalał do ok. 36%.
Podczas II wojny światowej Zamość utracił ok. 25% ludności (w 1944 roku było ich ok. 19 800). Powojenny wyż demograficzny na przełomie lat 50. i 60. poskutkował szybkim powrotem do przedwojennej liczby zamościan. Kolejny okres szczególnie dynamicznego wzrostu liczby mieszkańców to przełom lat 70. i 80., kiedy to Zamość uzyskał statut miasta wojewódzkiego. Do roku 1982 przyrost naturalny rósł i wynosił 15,46‰, aby w kolejnych latach zacząć stopniowo maleć do 1,69‰ w roku 2004.
Największą liczbę mieszkańców Zamościa odnotowano w grudniu 1998 roku – 68 288 ludzi. W roku 1999 faktyczna liczba mieszkańców miasta spadła o ponad 1000, mimo dodatniego przyrostu rzeczywistego. Od tego roku ujemne jest również saldo migracji ( -4; zanotowane po raz pierwszy od lat 50. XX wieku), jakie nasilało się w kolejnych latach, a od roku 2002 decydujące o ujemnym przyroście rzeczywistym, mimo stale dodatniego przyrostu naturalnego. Po wspomnianym spadku w 1999 roku liczba zamościan stale się waha, ale nieznacznie, na zbliżonym poziomie (ok. 64–67 tys.). Wskaźnik feminizacji jest typowy jak dla większości miast w Polsce – na 100 mężczyzn przypada 112 kobiet.
Do takiej sytuacji prowadziło wiele czynników, wśród których można wymienić opuszczanie miasta głównie przez ludzi młodych, m.in. w poszukiwaniu lepszego miejsca pracy. Jest to jednak związane również z licznymi przeprowadzkami mieszkańców miasta do podmiejskich wsi (suburbia), gdzie obecnie powstaje dużo nowych domów jednorodzinnych.

## Zatrudnienie
Wśród ogółu zatrudnionej ludności większość pracuje tu w usługach – 72,1% (z niewielką przewagą usług rynkowych), natomiast w przemyśle i budownictwie ok. 19,4%; pozostałe 8,5% to zatrudnieni w rolnictwie i leśnictwie. Problem bezrobocia według danych GUS dla lipca 2012 r. obejmował ok. 14,3% aktywnych zawodowo (4,4 tys. osób).

## Dane szczegółowe o ludności Zamościa
- Struktura demograficzna mieszkańców Zamościa według danych z 31 grudnia 2018[4]:

| Opis                                | Ogółem | Ogółem | Kobiety | Kobiety | Mężczyźni | Mężczyźni |
| ----------------------------------- | ------ | ------ | ------- | ------- | --------- | --------- |
| Jednostka                           | osób   | %      | osób    | %       | osób      | %         |
| Populacja                           | 63 813 | 100    | 33 757  | 52,9    | 30 056    | 47,1      |
| Wiek przedprodukcyjny (0–17 lat)    | 10 403 | 16,3   | 5145    | 8,06    | 5258      | 8,24      |
| Wiek produkcyjny (18–65 lat)        | 38 832 | 60,85  | 18 512  | 29,01   | 20 320    | 31,84     |
| Wiek poprodukcyjny (powyżej 65 lat) | 14 578 | 22,84  | 10 100  | 15,83   | 4478      | 7,02      |

## Liczba mieszkańców według lat
- Liczba ludności Zamościa w okresie 1591–2015 (w wybranych latach)[1][5][6]:

| 1591-1982 | 1983-2019 |
| --- | --- |
| - 1591 – ok. 1500 - 1650 – ok. 4000 - 1696 – ok. 4600 - 1770 – ok. 5000 - 1809 – ok. 6500 - 1840 – ok. 5000 - 1880 – ok. 9200 - 1900 – ok. 11 300 - 1921 – ok. 19 000 - 1930 – ok. 22 300 - 1939 – 26 400 - 1946 – 20 889 (spis statystyczny) - 1950 – 21 558 (spis powszechny) - 1955 – 25 686 - 1960 – 27 638 (spis powszechny) - 1961 – 28 500 - 1962 – 29 000 - 1963 – 29 600 - 1964 – 30 200 - 1965 – 30 587 - 1966 – 31 000 - 1967 – 32 500 - 1968 – 33 400 - 1969 – 34 100 - 1970 – 35 114 (spis powszechny) - 1971 – 35 686 - 1972 – 36 500 - 1973 – 37 100 - 1974 – 37 924 - 1975 – 39 143 - 1976 – 40 700 - 1977 – 42 200 - 1978 – 43 800 (spis powszechny) - 1979 – 45 700 - 1980 – 46 789 - 1981 – 49 102 - 1982 – 51 034 | - 1983 – 52 868 - 1984 – 54 836 - 1985 – 55 516 - 1986 – 57 037 - 1987 – 58 438 - 1988 – 59 144 (spis powszechny) - 1989 – 60 682 - 1990 – 61 815 - 1991 – 63 065 - 1992 – 64 279 - 1993 – 65 421 - 1994 – 65 994 - 1995 – 66 534 - 1996 – 67 126 - 1997 – 67 636 - 1998 – 68 288 - 1999 – 68 349 - 2000 – 67 134 - 2001 – 67 166 - 2002 – 66 820 (Narodowy Spis Powszechny 2002) - 2003 – 66 675 - 2004 – 66 747 - 2005 – 66 802 - 2006 – 66 507 - 2007 – 66 375 - 2008 – 66 530 - 2009 – 66 557 - 2010 – 66 234 - 2011 – 65 784 - 2012 – 65 612 - 2013 – 65 255 - 2014 – 65 055 - 2015 – 64 788 - 2016 – 64 648 - 2017 – 64 354 - 2018 – 63 813 - 2019 – 63 437 |

## Powierzchnia Zamościa
- 2005 – 30,48 km²
- 2006 – 30,34 km²